# Peter Grabinger
Peter Grabinger (* 27. April 1958 in Mannheim) ist ein deutscher Pianist, Arrangeur und Musikproduzent.

## Leben
Peter Grabinger ist Sohn des Kunstglasers und Kirchenmusikers Eduard Grabinger und der Zirkus-Artistin Margarethe Grabinger. Sein Vater gab ihm mit vier Jahren ersten Klavierunterricht. Bereits mit fünf Jahren begleitete Peter am Klavier Feierlichkeiten im katholischen Kindergarten in Ilvesheim. Mit neun Jahren hatte er Klavierunterricht am Konservatorium in Mannheim. Er studierte Klavier mit 13 Jahren als jüngster Hospitant Deutschlands bei Prof. Katja Laugs-Beckenbach und Prof. Richard Laugs an der Staatlichen Hochschule für Musik und Darstellende Kunst in Mannheim. Danach nahm er dort das Musikstudium mit 17 Jahren auf.
Später studierte er bei Prof. Leonard Hokanson in der Meisterklasse an der Staatlichen Hochschule für Musik und Darstellende Kunst in Frankfurt. Von 1981 bis 2006 unterrichtete er als Dozent an der Musikhochschule Mannheim Korrepetition, Opernschule, Liedklasse und Schulpraktisches Klavierspiel.
Von 1988 bis 2017 war Grabinger Pianist der Fischer-Chöre, unter anderem trat er in Ägypten vor den Pyramiden auf. In frühen Jahren gab er Klavierkonzerte mit dem Südwestdeutschen Kammerorchester, den Heidelberger Sinfonikern und dem Kurpfälzischen Kammerorchester.
In der Vergangenheit hat Grabinger zusammen mit Friedrich Dürrenmatt, Harald Schmidt, Ivan Rebroff, Heinz Hoppe, Mort Shuman, Erika Köth, Dagmar Koller und Joy Fleming gearbeitet. Zuletzt hat er Pe Werner, Joana, Jay Alexander, Hartmut Engler und David E. Moore begleitet.
Von 1985 bis 2021 war er beim Süddeutschen Rundfunk und Südwestrundfunk als Musikredakteur, Supervisor und Musikproduzent tätig. Seit 2009 ist Peter Grabinger Musical Director und Pianist des Live-Formats SWR1 Pop & Poesie in Concert.
Grabinger lebt mit seiner Frau in Hattenhofen.

## Auszeichnungen
Grabinger ist mehrfacher Preisträger bei Jugend musiziert. 2017 erhielt er von der Gemeinde Ilvesheim die Kulturmedaille in Silber.

## Diskografie (Auswahl)
- Joana: Mit ungebrochenen Schwingen (1981)
- Joy Fleming: I love Christmas (1987)
- Fritz Münzer Sound Factory: Teamwork (1989)
- Murphy Singers: Broadway Highlights (1989): Leitung Gabriele Grabinger
- Fritz Münzer Sound Express: Straight of (1990)
- Jürgen Demmler, Saxophon; Peter Grabinger, Klavier: Hot Sax (1992), Cosmopolitan (1992)
- Joana: Ihre größten Erfolge (1993)
- Joana: Seitelange Liewesbriefe (1994)
- Arthur Dangel, Gesammelte Werke Vol.2, Reverie op. 60 (1994): Jürgen Demmler, Saxophon; Peter Grabinger, Klavier
- Peter Grabinger: Piano At The Movies (1994)
- Masterpieces Of Romanticism: Werke von Robert Schumann, Johannes Brahms, Carl Maria von Weber (1996): Jürgen Demmler, Klarinette, Peter Grabinger, Klavier
- Lydie Auvray: Bonjour soleil (1997)
- Joana: Gretchen will wandern, und die Forelle spinnt (1997)
- Klarinetten Trios: Werke von Ferdinand Ries, Ludwig van Beethoven (1998): Jürgen Demmler, Klarinette; Markus Tillier, Cello; Peter Grabinger, Klavier
- Pe Werner: Eine Nacht voller Seligkeit (1998)
- Joana: Als Frau in dem Metier (1998)
- Edition Peters MusicPartner, Begleitung zur Solostimme: Peter Grabinger, Klavier, 6 Ragtimes – Scott Joplin (2001)
- Edition Peters MusicPartner, Begleitung zur Solostimme: Peter Grabinger, Klavier, 2 Sonaten (Klarinette) – Johannes Brahms (2002)
- Edition Peters MusicPartner, Begleitung zur Solostimme: Peter Grabinger, Klavier, Grand Duo Concertant (Klarinette) – Carl Maria von Weber (2002)
- Murphy Singers: A Touch Of Swing (2004): Leitung Gabriele Grabinger
- Joana: Kopfstand (2004)
- Pe Werner: Liebhaberstück (2004)
- Pe Werner: Dichtungen aller Art (2006)
- Joana: Die Gedanken sind frei (2007)
- Günter Verdin: Gedichte und so heiter (2008)
- Schubert Sänger: Volkslieder (2009): Leitung Max Schubert
- Martin Seidler: Kästners 13 Monate (2009)
- Martin Seidler: St. Martins Ritt durch die deutsche Literatur (2010)
- Joana: Ich staune bloß (2010)
- Pe Werner: Turteltaub (2011)
- Murphy Singers: A Touch Of Christmas (2011): Leitung Gabriele Grabinger
- Joana: Plaisir d´Amour – aber nicht nur (2017)
- Projektchor Jesingen, Lieblingsstücke (2018): Leitung Gabriele Grabinger
- Joana: Tun wir was dazu (2020)
- Peter Grabinger: Piano Works (2023)